# Hiraizumi
Hiraizumi (平泉町, Hiraizumi-chō) est un bourg du district de Nishiiwai, situé dans la préfecture d'Iwate, au Japon.

## Géographie

### Situation
Le bourg de Hiraizumi est situé dans le nord de l'île de Honshū (préfecture d'Iwate), au Japon.

### Démographie
La population du bourg de Hiraizumi s'élevait à 7 787 habitants répartis sur une superficie de 63,39 km2 (densité de population de 123 hab./km2).

## Histoire
Hiraizumi a gardé quelques vestiges de son passé glorieux même s'il n'est plus aujourd'hui qu'une petite ville de campagne.

### Moyen Âge

#### Essor
Fujiwara no Kiyohira (1056-1128), du clan Fujiwara installe son quartier général à Hiraizumi à la fin du XIe siècle. Il fonde ainsi le clan des Ōshū Fujiwara ou Fujiwara du Nord, et Hiraizumi devient une des villes les plus riches du Japon au XIIe siècle (époque de Heian), rivalisant d'opulence avec Kyōto, alors que le clan Minamoto domine le Japon.
La région bénéficie alors de l'élevage de chevaux, ainsi que de l'exploitation de gisements d'or. Elle fait également partie d'un vaste réseau commercial, reliant le nord de Honshū et l'île de Hokkaidō, pourvoyeuses de fourrures et de konbu au reste du Japon. La région importe des poteries d'usage quotidien du Tōkai mais aussi des produits de luxe (céramiques chinoises, flûtes en ivoire…) venus du continent via le port de Hakata sur l'île de Kyūshū. Bien que des sources écrites mentionnent la richesse de la région à cette époque, les historiens ont longtemps douté de la réalité de cette opulence ; celle-ci devint manifeste à la fin des années 1980 grâce à une campagne de fouilles archéologiques.
Fujiwara no Hidehira (1096-1187) fonde le Muryōkō-in (en), réplique du Byōdō-in, qui accueille près de mille moines dont certains venant de Chine. Le bouddhisme se répand ainsi dans le nord du Japon à partir de Hiraizumi.

#### Chute
À la fin du XIIe siècle, Minamoto no Yoritomo prend le contrôle militaire du centre et de l'ouest du Japon et instaure le régime du shogunat après avoir remporté la guerre de Genpei. Son demi-frère, Minamoto no Yoshitsune, qui devient son rival, se réfugie par la suite à Hiraizumi, l'une des dernières seigneuries autonomes de Honshu et ce bien qu'elle soit coupée de son réseau commercial et du soutien de l'empereur. Minamoto no Yoritomo mobilise alors ses vassaux et attaque Hiraizumi, incendie la ville et tue Minamoto no Yoshitsune ainsi que son compagnon Benkei. L'endroit du drame est marqué par une stèle.

## Culture locale et patrimoine
La ville de Hiraizumi, avec cinq sites qui l'entourent, est nommée site culturel au patrimoine mondial de l'humanité par le comité du patrimoine mondial de l'UNESCO à Paris en juin 2011. Les autres sites, dénommés « Temples, jardins et sites archéologiques représentant la Terre Pure bouddhiste », sont :
- le Chūson-ji, où l'on trouve le Konjiki-dō[5], recouvert d'or à la manière du Kinkaku-ji, à Kyōto ;
- le Mōtsū-ji ;
- les ruines du Kanjizaiō-in ;
- les ruines du Muryōkō-in[6] ;
- le mont Kinkei[7].

Les deux premiers sont aujourd'hui des temples de l'école Tendai.

## Symboles municipaux
Les symboles municipaux de Hiraizumi sont le cèdre du Japon, la fleur de cerisier et l'oiseau cettia diphone.

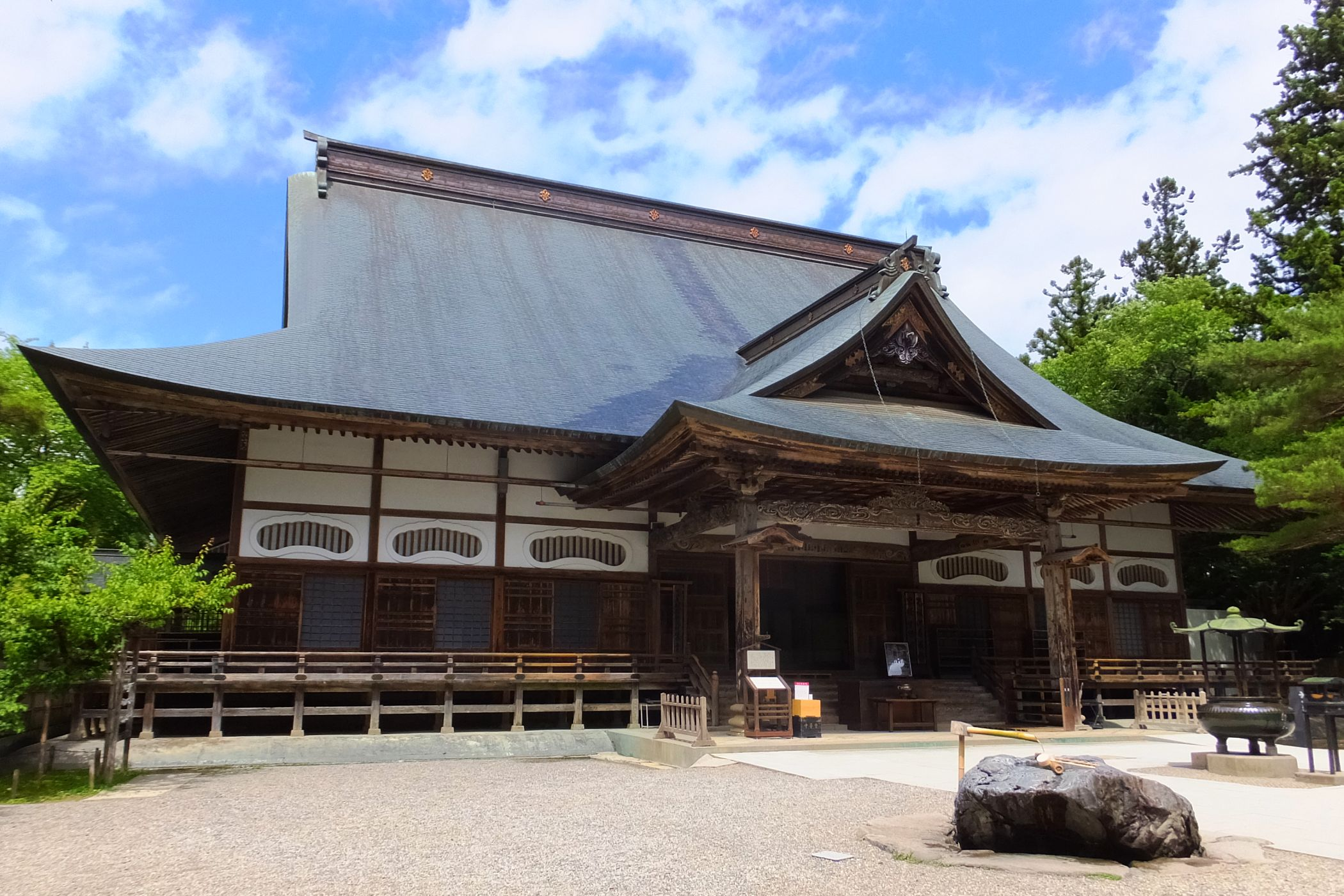
Hon-dō du Chūson-ji.
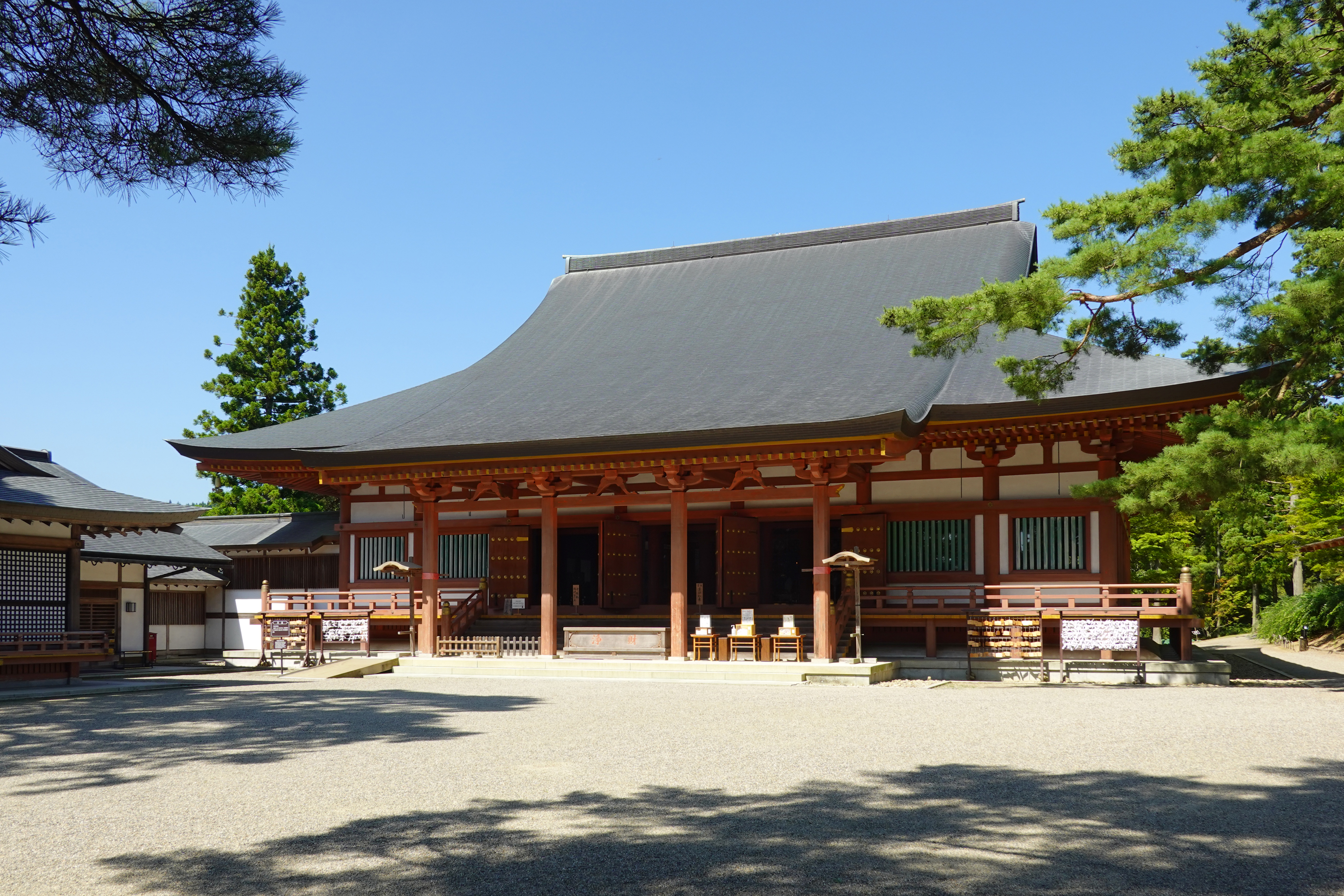
Hon-dō du Mōtsū-ji.
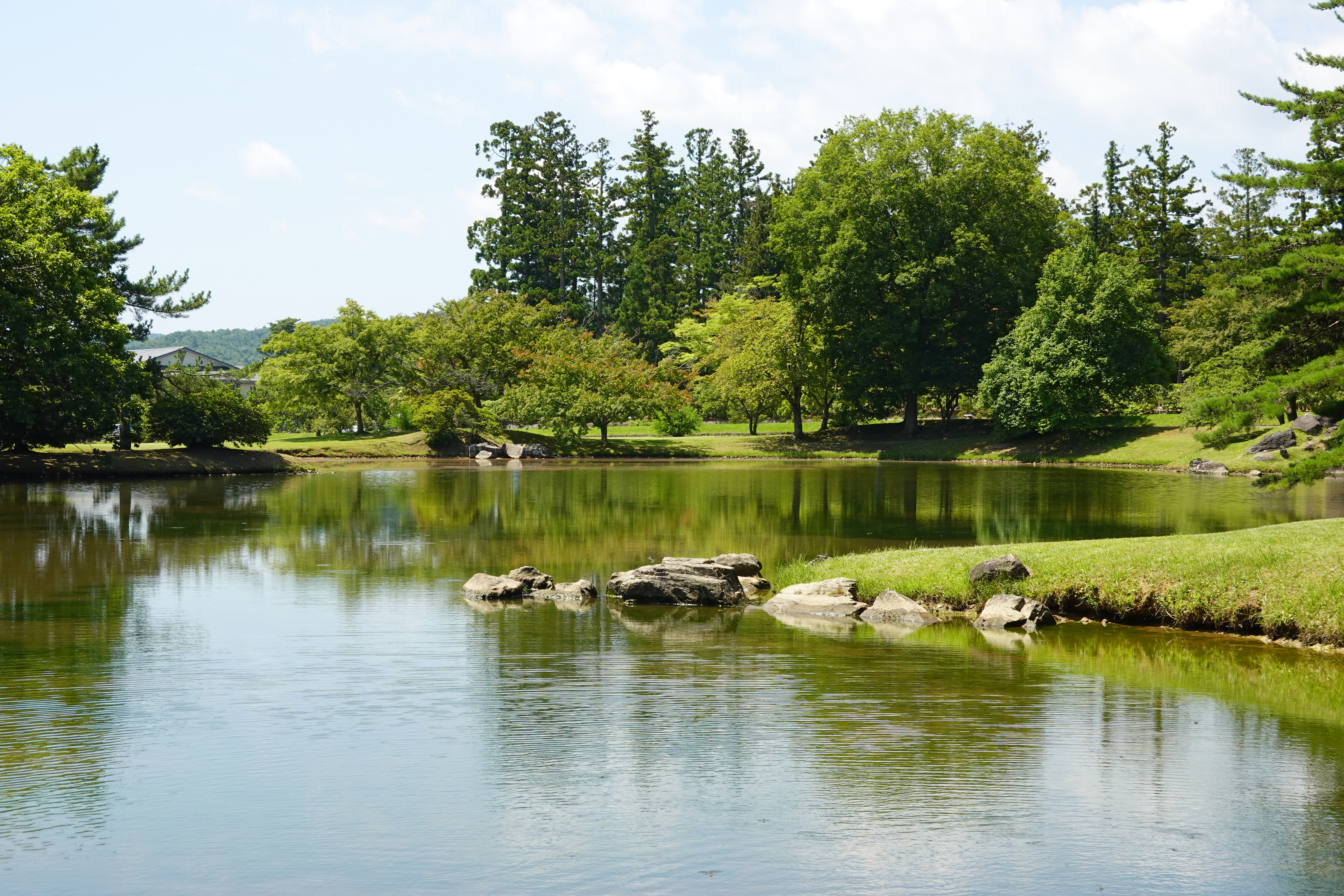
Jardin du Kanjizaiō-in.
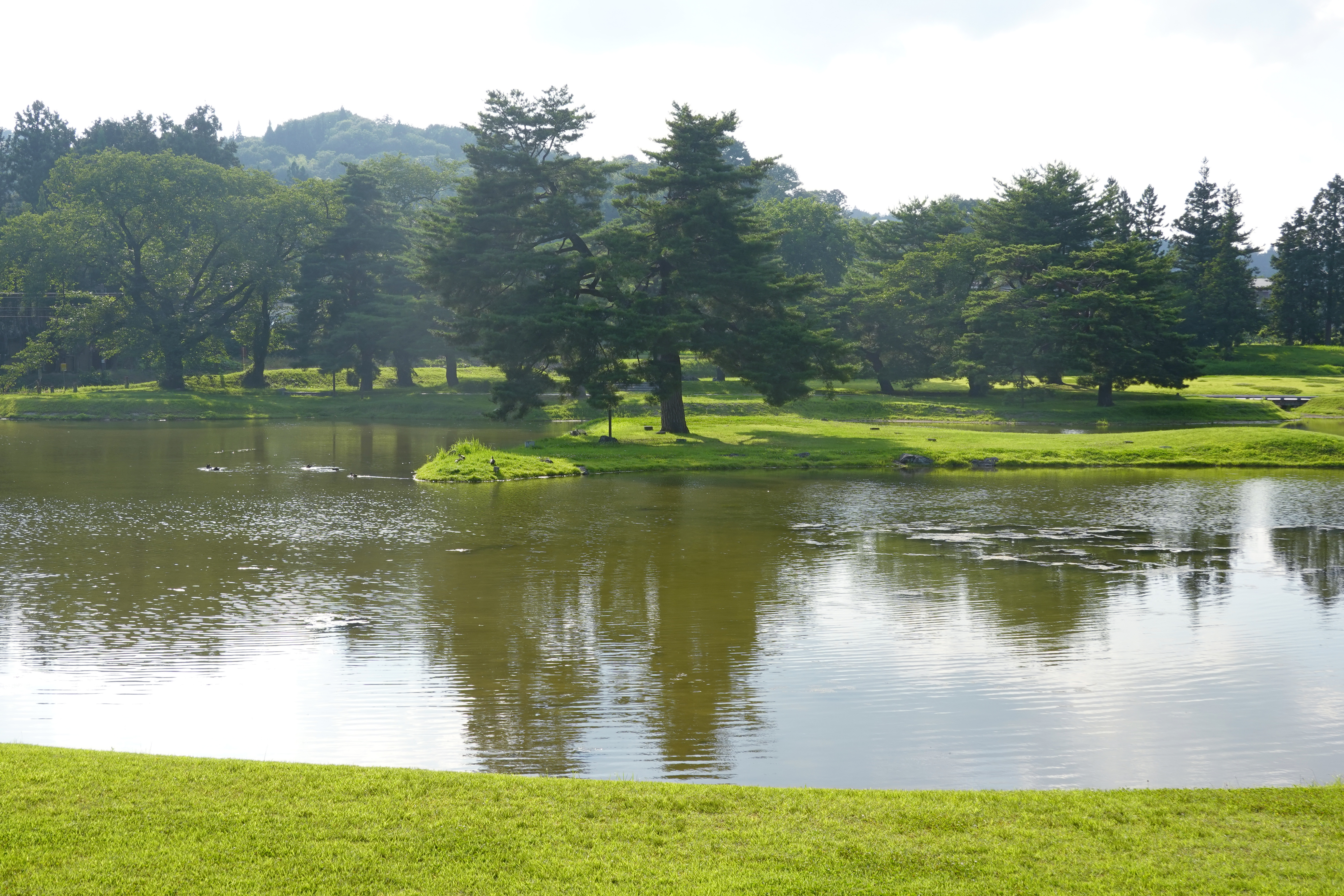
Ruines du Muryōkō-in.